# Архитектурный центр (Вена)
Венский Архитектурный центр (нем. Architekturzentrum Wien) — музей в Музейном квартале Вены. Специализируется на проведении выставок, культурных мероприятий, исследований архитектуры и связанных с ним сфер, в частности, градостроительного проектирования ХХ и XXI веков. Национальный музей архитектуры Австрии.

## Деятельность

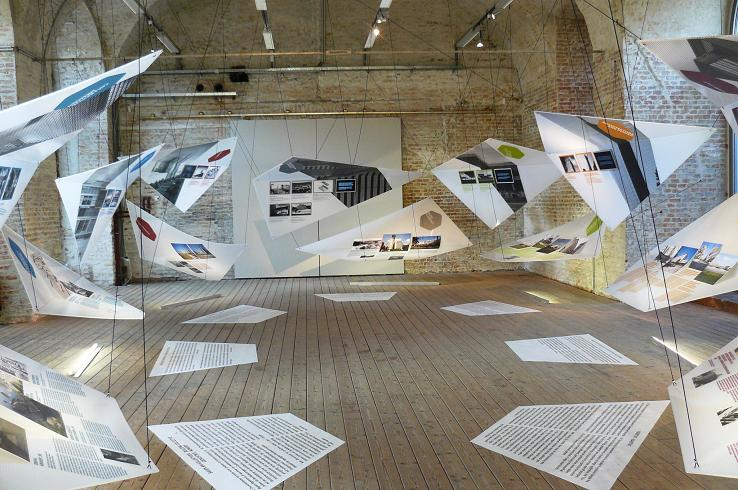
Часть выставки

Постоянная выставка «Австрийская архитектура в XX и XXI веках» (нем. Österreichische Architektur im 20. und 21. Jahrhundert) отражает историю австрийской архитектуры с 1850 года по сегодняшний день. Сменные выставки представляют современную архитектуру, предлагая новые перспективы истории архитектуры и будущих разработок.
Благодаря проведению ряда мероприятий, архитектура представляется как «культурная дисциплина, повседневное явление и сложный процесс». В центре проводятся профессиональные презентации, семинары, экскурсии, детские мастерские и ежегодный Венский конгресс архитектуры. Кафе-ресторан музея хорошо известен своим дизайном интерьеров.
Документально-исследовательский отдел обеспечивает функционирование специализированной библиотеки, насчитывающей около 32 000 публикаций, сетевой базы данных Architektur Archiv Austria, онлайн-словаря архитекторов Вены 1770–1945 годов (online-Architektenlexikon), а также обширного архива и коллекций, касающихся австрийской архитектуры ХХ и XXI веков.
В 2015 году Архитектурный центр посетило около 72 000 человек. При этом выставка «Вена. Жемчужина Рейха — планирование для Гитлера» (нем. Wien. Die Perle des Reiches – Planen für Hitler), которую посетило 20 000 человек, стала самой посещаемой из 14 выставок, проведённых здесь в 2015 году.

## История
Центр был основан в 1993 году как некоммерческая организация, которая возникла благодаря сотрудничеству между национальным правительством Австрии и городскими властями Вены.
После того, как организация провела восемь лет на временных выставочных площадках в Музейном квартале Вены, Архитектурный центр переехал на своё нынешнее место в 2001 году. В распоряжении музея около 1000 м² выставочной площади. За первые 15 лет своей деятельности центром организовано более 150 выставок, 300 мероприятий и 600 экскурсий.